# Isole Salomone (Croazia)
Le isole Salomone (in croato otoci Salamun) sono una coppia di isolotti disabitati della Croazia, situati lungo la costa occidentale dell'Istria, a nord del canale di Leme.
Amministrativamente appartengono al comune di Orsera, nella regione istriana.

## Geografia
Le isole Salomone si trovano a nord del porto di Orsera (luka Vrsar), di punta Masseni e di val Piova (uvala Funtana), e di fronte agli ingressi di val Ciabatta (uvala Fajban) e di val Soline o Saline (uvala Soline). Nel punto più ravvicinato, distano 110 m dalla terraferma; la distanza tra i due isolotti è invece di circa 40 m.
Salomone Grande (Salamun veli) è l'isolotto maggiore, il più meridionale tra i due e dalla forma ovale. Misura 260 m di lunghezza e 200 m di larghezza massima. Ha una superficie di 0,040 km² e uno sviluppo costiero di 0,773 km. Al centro, raggiunge un'elevazione massima di 6 m s.l.m. (45°09′31″N 13°36′09″E)
Salomone Piccolo (Salamun mali) è invece l'isolotto minore, sempre di forma ovale e orientato in direzione nordovest-sudest. Misura 215 m di lunghezza e 140 m di larghezza massima. Ha una superficie di 0,0246 km² e uno sviluppo costiero di 0,590 km. (45°09′39.5″N 13°36′08″E)

### Isole adiacenti
- Verluzza (Mrlučica), piccolo scoglio situato circa 90 m a ovest di Salomone Grande.
- Ciabatta (Cavata), scoglio a forma di otto posto 590 m a sud di Salomone Grande.
- La Calle (Lakal), scoglio ovale 630 m a ovest di Salomone Piccolo.
- Fighera (Figarolica), scoglio tondo 390 m a nordovest di Salomone Piccolo.

### Cartografia
- (HR) Mappa topografica della Croazia 1:25000, su preglednik.arkod.hr.